# Xã Big River, Quận Jefferson, Missouri
Xã Big River (tiếng Anh: Big River Township) là một xã thuộc quận Jefferson, tiểu bang Missouri, Hoa Kỳ. Năm 2010, dân số của xã này là 6.597 người.